# Camarasauridae

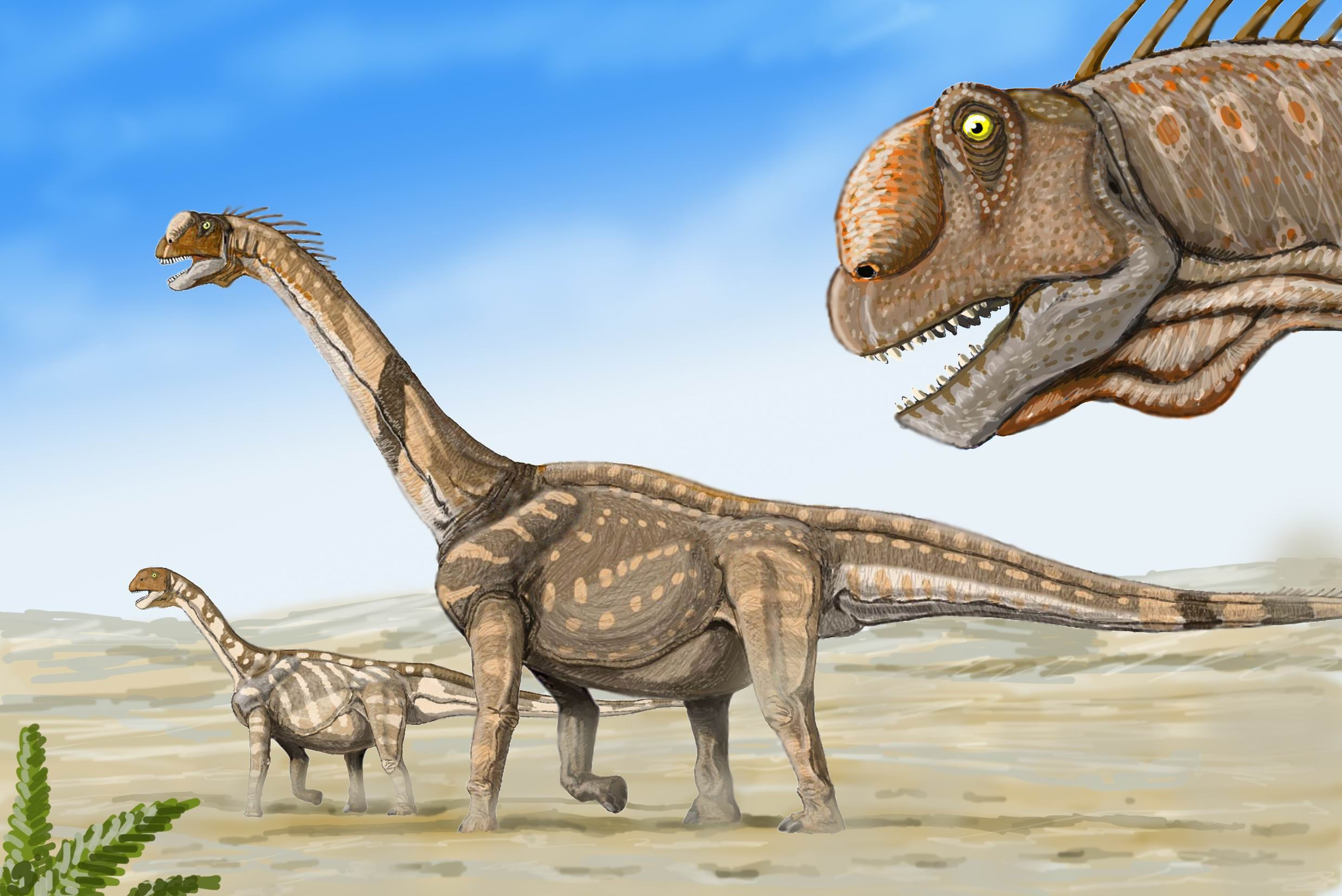
Camarasaurus is nog steeds de enige zekere camarasauride

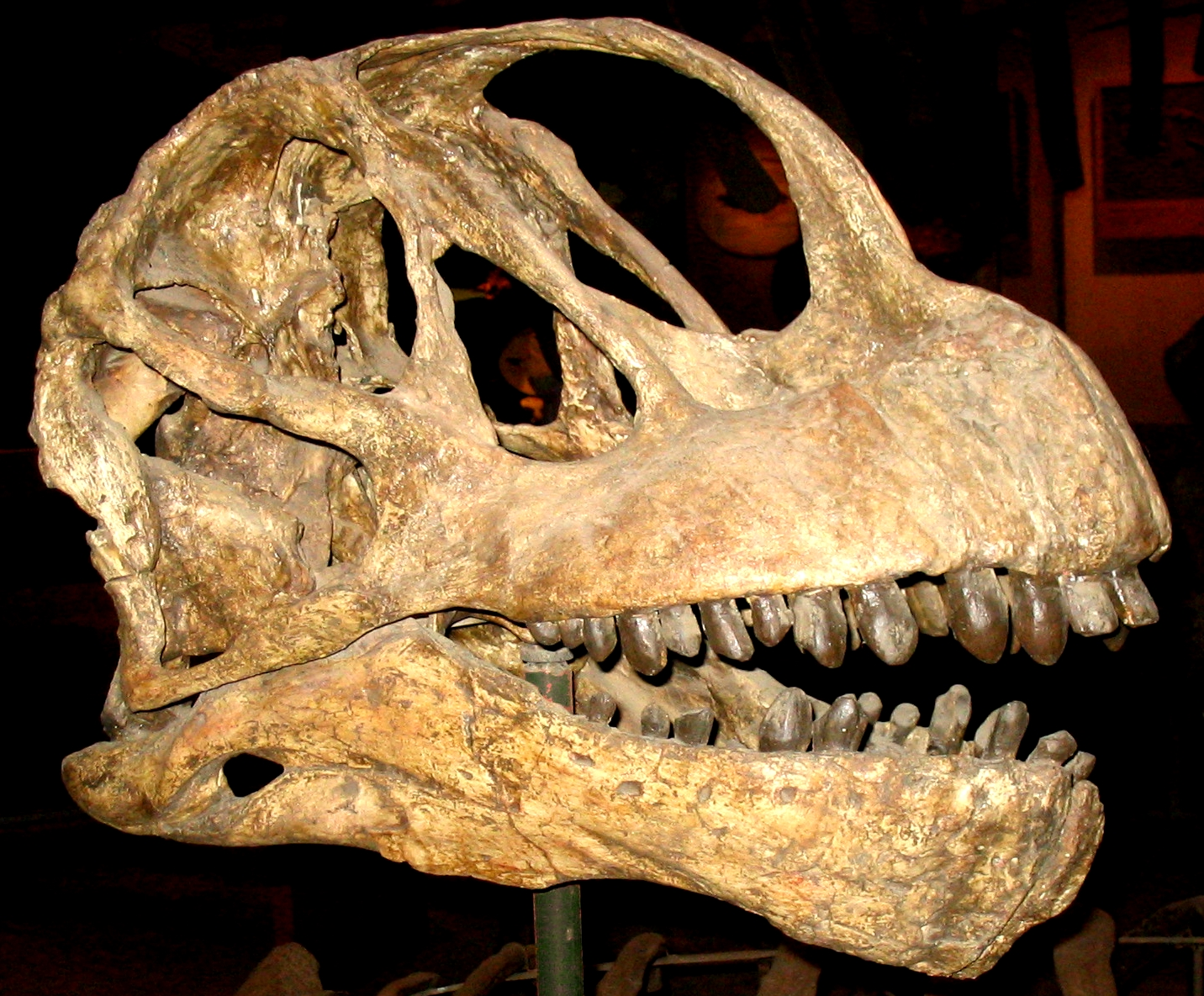
Camarasaurus lentus schedel

De Camarasauridae zijn een groep van sauropode dinosauriërs. 
In 1877 benoemde de Amerikaanse paleontoloog Edward Drinker Cope een familie Camarasauridae om Camarasaurus een plaats te geven. Het begrip had daarna geen duidelijke vaste inhoud.
Een definitie als klade is nooit gegeven. In 1998 gebruikte Paul Upchurch de naam echter wel als een, ongedefinieerd, kladebegrip voor een klade die ook de Spaanse Aragosaurus uit het Barremien omvatte en met de Portugese  Lourinhasaurus dichter bij Camarasaurus (beide laatste vormen uit het Kimmeridgien) — dit alles zonder een exacte kladistische analyse uit te voeren. In 2004 werd de klade door Upchurch zelfs uitgebreid tot en met de tak die leidt naar Haplocanthosaurus. In 2006 werd de Chinese Dashanpusaurus ook als een camarasauride beschreven. De term fungeert de laatste jaren aldus als een vaag begrip voor die Camarasauromorpha (de zustergroep van de Titanosauriformes binnen de Macronaria) die in meer of mindere mate nauw verwant aan Camarasaurus waren.